# リディック・ボウ
リディック・ボウ（Riddick Lamont "Big Daddy" Bowe、1967年8月10日 - ）は、アメリカ合衆国の男性プロボクサー。元WBA・WBC・IBF世界ヘビー級統一王者。元WBO世界ヘビー級王者。ニューヨーク州ニューヨーク市ブルックリン出身。1988年ソウルオリンピックボクシング競技スーパーヘビー級銀メダリスト。

## 来歴
13人兄弟の12番目として生まれる。マイク・タイソンと同じ小学校に通っていた。
1988年、ソウルオリンピックのボクシング・スーパーヘビー級に出場し、決勝でレノックス・ルイスに敗戦して銀メダルを獲得した。アマチュア戦績は104勝18敗。
1989年3月6日、トレーナーにエディ・ファッチを迎え、プロデビュー。2回TKO勝ち。
1992年11月13日、世界初挑戦。WBA・WBC・IBF世界ヘビー級統一王者イベンダー・ホリフィールドに挑み、12回判定勝ち。32戦目にして無敗の世界王者に輝く。その後、WBCから指名試合としてソウル五輪の決勝で敗れたレノックス・ルイスとの対戦を義務付けられたが、それを拒否。記者会見を開きWBCのチャンピオンベルトをゴミ箱に捨てる有名なパフォーマンスを行った。これを受け、WBCは12月14日付でボウから王座を剥奪しルイスを新王者に認定した。その後、ボウはWBA・IBF王者として2度の防衛に成功。
1993年11月6日、3度目の防衛戦でイベンダー・ホリフィールドと再戦し、12回判定負け。前王者ホリフィールドに雪辱を許し、世界王座から陥落。
1995年3月10日、世界再挑戦。WBO世界ヘビー級王者ハービー・ハイドに挑み、6回KO勝ち。1年4ヵ月ぶりの世界王座返り咲きを果たした。1度防衛後、王座を返上。
1995年11月4日、イベンダー・ホリフィールドと通算3度目の対戦をノンタイトル12回戦で行い、8回TKO勝ち。
1996年7月11日、アンドリュー・ゴロタと対戦。ゴロタが反則のローブローを再三繰り返しレフェリーから2度に渡って減点されるも、ゴロタはローブローをやめず7回に再びローブローを受けたボウが悶絶してリング上に倒れると、レフェリーはゴロタに失格負けを宣告した。ボウが悶絶して倒れたのと同時に両陣営がリング内になだれ込んで大乱闘となり、この大乱闘の際に、ゴロタはボウ陣営のボディーガードからトランシーバーで殴られ、頭部に11針縫う怪我を負い、ゴロタのトレーナーである74歳のルー・デュバも殴られて倒れ担架でリングから運ばれた。また、乱闘は観客席にも広がって、HBOのテレビ実況席が破壊されるなど暴動状態となり、最終的に10人が逮捕され、8人の警官が負傷、9人の観客が病院に運ばれた。
当初はレノックス・ルイスと1996年の秋に対戦することで合意しておりゴロタ戦はその調整試合として組まれた試合で、スポーツブックメーカーの賭け率でも1対12とボウの圧倒的有利とされていた試合であったが、ボウは前戦のホリフィールド戦よりも12ポンド重いトレーニング不足が明らかな体で試合に臨み、ゴロタの反則により失格勝ちにはなったものの、試合終了時点のジャッジの判定で66-67 、65-67、65-67と、 ジャッジ3者共にゴロタのリードと判定しており、この不甲斐ない試合内容の結果、レノックス・ルイス戦が消滅した。また、真剣にトレーニングを行わないボウに激怒したトレーナーのエディ・ファッチがゴロタとの再戦前にトレーナーを辞めた。
1996年12月14日、アンドリュー・ゴロタとダイレクトリマッチで再戦。しかし再びゴロタはボウから2度ダウンを奪うなど優勢に試合を進めながらも、頭突きとローブローで2度に渡って減点されるなど反則を繰り返し、9回にローブローを受けたボウが悶絶してリング上に倒れると、レフェリーはゴロタに失格負けを宣告した。ジャッジの判定も前戦と同じく72-74、73-75、71-75と、試合終了時点で3者共にゴロタのリードと判定していた。

### 現役引退
ゴロタとの試合後、29歳でボクシングからの現役引退を発表し、アメリカ海兵隊予備役へ入隊することを決めた。
1997年2月10日にアメリカ海兵隊予備役に入隊するも、新兵キャンプで3日間の激しい体力訓練を受けると、わずか10日後の2月21日に除隊した。
海兵隊を除隊した3ヵ月後に姉妹を殴ったとして提訴される。
1997年4月に妻のジョディを気絶させるほど殴り逮捕される。末の息子が、ジョディが死んだと勘違いするほど壮絶な暴力だったという。その後、家族愛をアピールしたり、電話で「君に車を買ってあげた」と伝えたりするなど家族との関係を回復させるために奔走するも失敗に終わった。
1997年8月、復縁に失敗したボウは、家族が住むノースカロライナ州まで車を走らせ、3人の子供をバスの停留所で待ち伏せしたうえで誘拐。さらに、ジョディが住む家に押しかけ、車の中に用意してあったナイフや手錠、催涙スプレーなどの武器をちらつかせて脅し車に乗らせた。自宅のあるバージニア州に行くまで間に、ジョディはトイレに行きたいと嘆願してレストランに駆け込んで助けを求め警察へ通報したことから事件が発覚。ボウは誘拐容疑で逮捕された。逮捕されたボウは、テリという女性と再婚し、ニューヨーク郊外のメリーランドに引っ越した。結婚後は2人子供をもうけた。
1998年2月、別居中の妻ジュディと5人の子供を誘拐したとして有罪判決。ボウの弁護士はパンチドランカーの影響があったとして減刑を請求、証拠としてアンドリュー・ゴロタ戦の前後に撮られたインタビュー映像を提出した。この請求が認められ一旦は懲役30日へ減刑されたが、その後、判決が覆り、ボウは17ヶ月間刑務所で服役した。
2001年2月、自宅の私道において妻のテリに対して暴力を振るった容疑で逮捕される。この容疑に対しボウは、離婚訴訟を有利に進めるためにテリが行った自作自演だと主張した。しかし、裁判所の命令で、ボウは家族との接触を禁じられた。その後、自宅にあった60万ドル相当の毛皮が、ボウの従兄弟とその彼女に盗まれるという事件に巻き込まれた。
2003年3月8日に誘拐罪で服役する直前に妻のテリを含む数人に暴行を働き、第2級暴行罪で起訴された。
2005年、破産を宣言。

### 現役復帰
紆余曲折を経て、約8年ぶりにボクシングに復帰、2004年9月25日、マーカス・ロードを2回TKOに降す。2005年4月7日には復帰2戦目を行い、ビリー・ザンブランを10回判定に降したが、この試合を最後に2度目の引退。
その後、2008年12月13日に3年8か月ぶりの復帰戦をドイツで行い、8回判定勝ちを収めた。
2013年6月14日、タイのパッタヤーでムエタイの試合を行いローキックで2回TKO負けを喫した。
2013年、イギリスのプロレス団体プレストン・シティ・レスリングでプロレスデビューすることが発表されるが、契約トラブルから取りやめとなった。
2021年6月30日、セレブリティ・ボクシングと契約して復帰戦を行うことを発表した。その後に、元NBA選手のラマー・オドムと同年10月2日にマイアミで対戦することが発表されるも、ボウと同じように高齢のイベンダー・ホリフィールドがKO負けしたのを見た主催者が安全面を考慮して試合を中止した

## 獲得タイトル
- アマチュア
  - AIBA世界ジュニア選手権ライトヘビー級 優勝（1985年）
  - ソウル五輪ボクシング競技スーパーヘビー級 準優勝
- プロ
  - WBCアメリカ大陸ヘビー級王座
  - WBA世界ヘビー級王座（防衛2）
  - WBC世界ヘビー級王座（防衛0=剥奪）
  - IBF世界ヘビー級王座（防衛2）
  - WBO世界ヘビー級王座（防衛1=返上）